# Alayotityus lapidicola
Espèce
Alayotityus lapidicola est une espèce de scorpions de la famille des Buthidae.

## Distribution
Cette espèce est endémique de Cuba. Elle se rencontre dans les provinces de Santiago de Cuba et de Gramna dans la Sierra Maestra.

## Description
Le mâle holotype mesure 21,45 mm.
Les mâles mesurent de 18 à 22 mm et les femelles de 22 à 27 mm.

## Publication originale
- Teruel, 2002 : « Taxonomía del complejo Alayotityus nanus Armas, 1973 (Scorpiones: Buthidae). Primera parte:descripción de dos nuevas especies. » Revista Iberica de Aracnologia, vol. 6, p. 187-194 (texte intégral).